# پشم

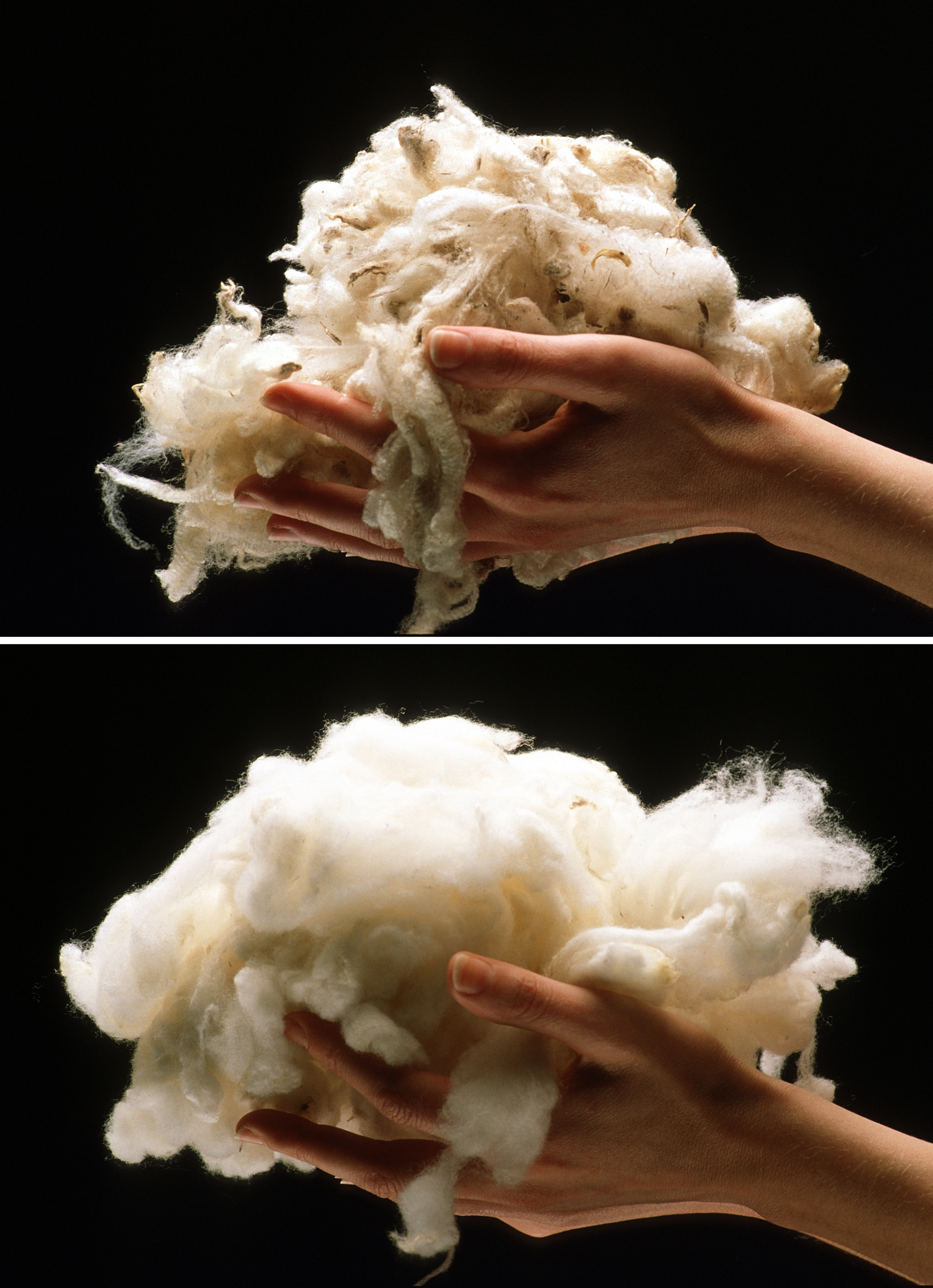
پشم در دو حالت پیش و پس از پشم‌شویی

پَشم الیافی برای نساجی است که از گوسفندان و دیگر حیوانات گرفته می‌شود؛ برای مثال پشم کشمیری از بز کشمیری، کیویوت از گاوعنبر، پوستین یا خز از بایسون، آنگورا از خرگوش و انواع دیگر پشم از شتران به دست می‌آید.
پشم از پروتئین و درصد کمی چربی تشکیل شده است. از این نظر، از لحاظ شیمیایی کاملاً از پارچه‌های متداول تر پنبه ای، که عمدتاً از سلولز تشکیل می‌شود، متمایز است.
در سال ۲۰۱۹ منسوجات پایه پشم از نظر حجم ۱۲٫۶٪ از بازار را به خود اختصاص داده است. الیاف پشم که به کراتین نیز معروف است از هیدروژن، نیتروژن، کربن و گوگرد تشکیل شده است. پشم عمدتاً در ساخت لباس‌های زمستانی استفاده می‌شود. پشم قابل بازیافت و تجدیدپذیر است و همچنین دارای خواص ضد خیس‌شوندگی و استحکام خوب است، به همین دلیل تقاضای محصولات پشمی بالا است.

## کلیات

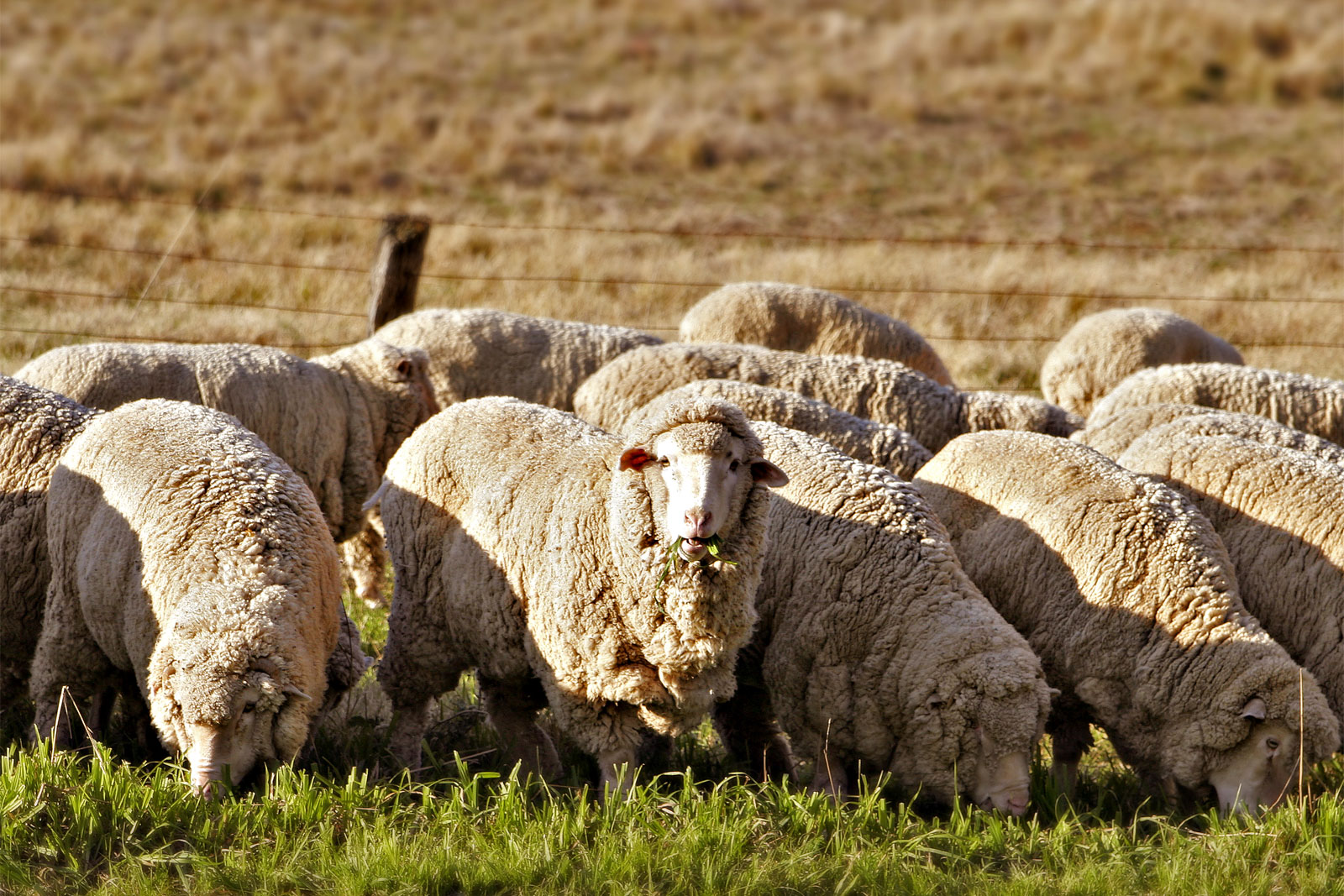
مرینو یکی از نژادهای مهم گوسفند است که به دلیل پشم آن بسیار مورد توجه است.

پشم یکی از مهم‌ترین مواد اولیه در صنایع نساجی بوده و از دیرباز بشر توانسته از این الیاف در تهیه پوشاک استفاده نماید. بررسی بقایای تاریخی نشان می‌دهد که بابلیان در ۴۰۰۰ سال قبل از میلاد مسیح در تهیه پارچه از الیاف پشم بهره برده‌اند و با کاربرد پشم در نساجی آشنا شده‌اند. در حال حاضر نیز هیچ‌یک از الیاف مصنوعی از نظر کیفی نمی‌توانند در بافت پارچه، قالی و گلیم با پشم رقابت نمایند. از نظر محیط زیست پشم ماده ای است که بقایای آن در طبیعت اثر مخربی ندارد. الیاف مصنوعی موجب تخریب محیط زیست می‌شوند.
اگر چه الیاف مصنوعی به دلیل سادگی در استاندارد نمودن کالاهای تولیدی، کاهش ضایعات، راحتی مصرف در کارخانه‌های نساجی، تقاضای زیاد به دلیل داشتن ظاهر ظریف و لطافت خاص، ارزان‌تر تمام شدن محصول و عدم احتیاج به اتو مورد توجه می‌باشد؛ ولی در برخی موارد گزارش شده که از نظر بهداشتی حساسیت ایجاد می‌کند. ضمناً الیاف طبیعی دارای خواص ممتازی به ویژه در لباس‌های تابستانی، تهیه فرش و کفپوش‌ها (قالی و قالیچه) و نمد می‌باشد که الیاف مصنوعی نمی‌تواند جایگزین آن شود، که این مزایا به‌طور مختصر در زیر ذکر شده است:

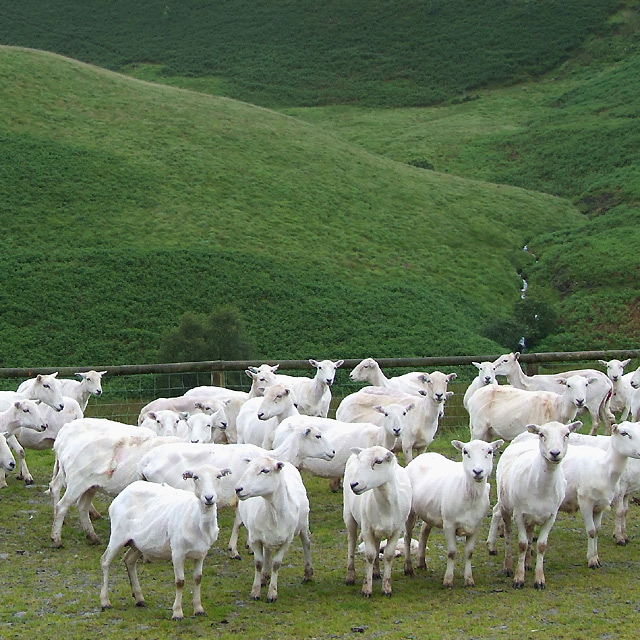
تعدادی گوسفند که پشم آنها چیده شده است.

1. الیاف پشم به دلیل ساختمان شیمیائی و فیزیکی به خصوص، اثر تغییرات جوی بر روی بدن را کم می‌کند به این ترتیب که با جذب عرق بدن حالت تعادل در بدن به وجود می‌آورد.
2. پشم معمولاً حدود ۶۰ درصد بیشتر از الیاف دیگر هوای متراکم را در خود حفظ می‌کند و این عمل باعث می‌شود مقاومت بدن در مقابل تغییرات جوی بیشتر شود.
3. چون تارهای پشم از تارهای هم قطر و هم حجم خودش وزن کمتری دارد در نتیجه پوشاکی که از آن درست می‌شود بسیار سبک است.
4. قدرت مقاومت الیاف پشم در برابر عوامل خارجی خیلی زیاد است و در مقایسه با الیاف گیاهی مقاوم تر است.
5. رنگ‌پذیری الیاف پشم که یکی از عوامل مهم در نساجی است، بسیار خوب است.
6. مقاومت در برابر صدا، که این مورد در کف پوش پشمی دارای اهمیت فراوان است.
7. پشم غیرقابل اشتعال است مگر اینکه مستقیماً در معرض آتش قرار بگیرد.
8. پشم اشعه ماوراء بنفش را از خود عبور نمی‌دهد و برای سلامتی بسیار مفید است.
9. به راحتی نمدی یا بافته می‌شود.
10. پشم بسیار قابل ارتجاع است می‌تواند ۳۰٪ از حد نرمال درازتر بشود و هنوز شکل ظاهری خود را حفظ نماید.

## خواص

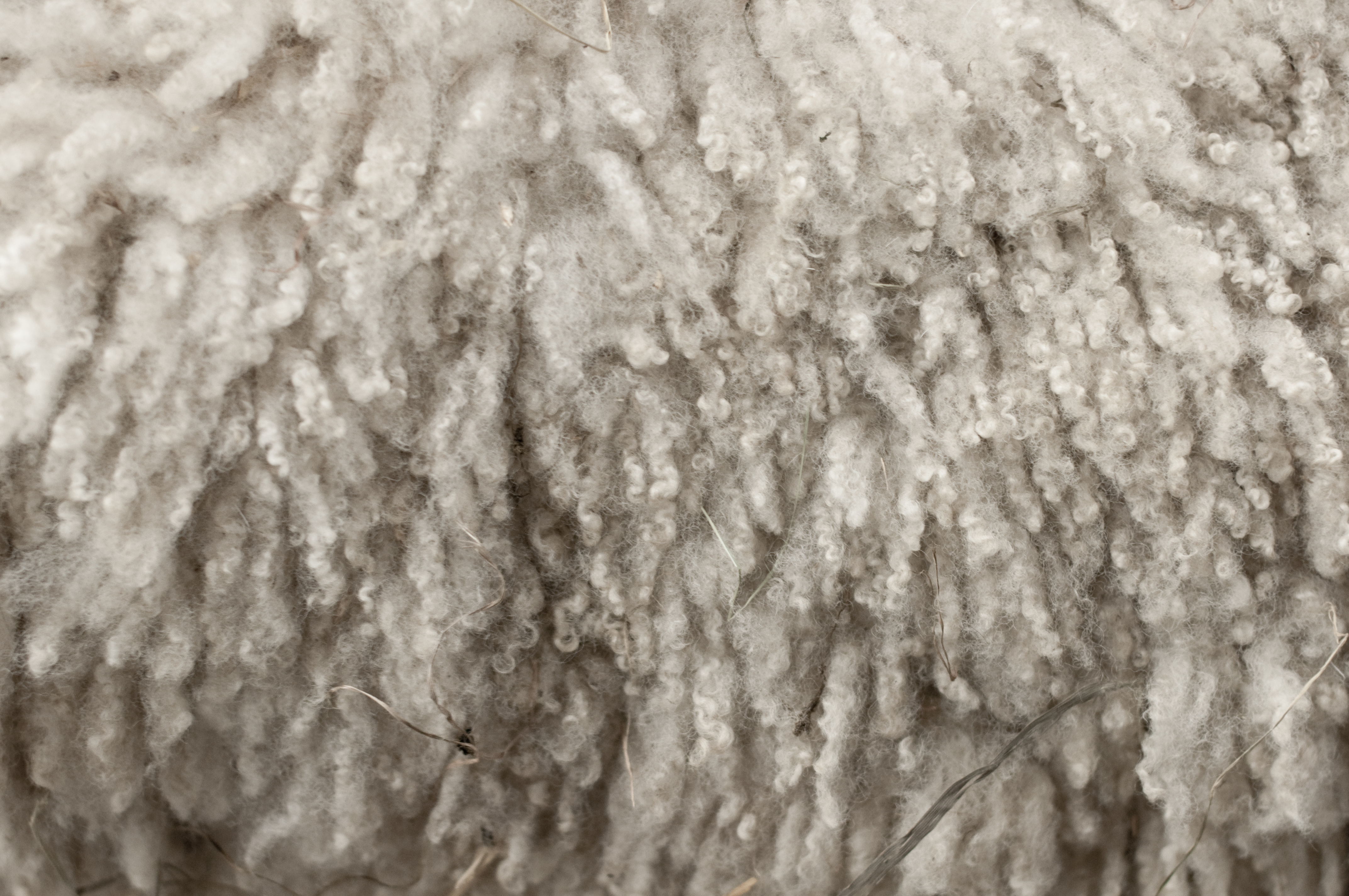
پشم گوسفند قبل از فرآوری

پشم توسط فولیکول‌ها که سلول‌های کوچکی در زیر پوست هستند تولید می‌شود. این فولیکول‌ها در لایه فوقانی پوست با نام اپیدرم قرار دارند و با رشد رشته‌های پشم به لایه دوم پوست موسوم به درمیس فشار می‌آورند. فولیکول‌ها را می‌توان به عنوان فولیکول‌های اولیه یا ثانویه طبقه‌بندی کرد. فولیکول‌های اولیه سه نوع الیاف تولید می‌کنند: کِمپ (Kemp)، الیاف مدول شده و الیاف پشم واقعی. فولیکول‌های ثانویه فقط الیاف پشم واقعی تولید می‌کنند. الیاف مدول شده ویژگی‌های تقریباً یکسانی با مو دارند و طولانی هستند اما فاقد پیچش و خاصیت کشسانی هستند. الیاف کمپ بسیار درشت بوده و ریخته می‌شوند.
پیچش و چین‌های پشم کمک می‌کند که با پیچاندن، در کنار هم بمانند. به دلیل چین دار بودن، پارچه‌های پشمی نسبت به سایر پارچه‌ها، توده بیشتری دارند و هوا را در خود نگه می‌دارند که این امر باعث می‌شود پارچه گرما را حفظ کند. پشم دارای مقاومت حرارتی مخصوص بالایی است، به همین دلیل عموماً مانع انتقال حرارت می‌شود. این پدیده به نفع مردم صحرانشین و عشایر بوده است، زیرا آنها از پارچه‌های پشمی برای عایق بندی استفاده می‌کنند.
با کوبیدن یا دیگر روش‌های همزنی مکانیکی چنچک‌های میکروسکوپی روی الیاف پشم در هم قفل شده و نمدمالی اتفاق می‌افتد. نمدمالی عموماً به دو دسته کلی تقسیم کی شود: نمد مالی خشک و نمد مالی مرطوب. زمانی که روی سطح پشم، آب و یک روانکار مناسب (صابون) اعمال شده و سپس الیاف کوبیده یا هم زده می‌شود (تا زمانیکه الیاف در هم تنیده شوند)، نمدمالی مرطوب اتفاق می‌افتد. ممکن است مقداری نمدمالی طبیعی بر روی پشت حیوان اتفاق بیفتد.
پشم و پارچه‌های پشمی نسبت به پنبه و پارچه‌های پنبه ای یا بسیاری از الیاف مصنوعی دیرتر شعله‌ور می‌شود و سرعت انتشار آتش در آن بسیار کمتر است. همچنین دمای شعله آن پایین‌تر بوده و ذوب نمی‌شود. پشم در هنگام سوختن زغالی تشکیل می‌دهد که عایق بوده و خاصیت خود خاموش کنندگی دارد و در صورت استفاده برای ساخت فرش و آتش گرفتن، نسبت به سایر کفپوش‌ها با الیاف مصنوعی در هنگام آتش‌سوزی دود و مواد سمی کمتری انتشار می‌دهد. از فرش‌ها و کف پوش‌های پشمی برای محیط‌های با ایمنی بالا، مانند قطارها و هواپیماها استفاده می‌شود. پشم معمولاً برای لباس‌های آتش نشانان، سربازان و در مشاغلی که افراد در معرض خطر آتش‌سوزی هستند، استفاده می‌شود.
پشم در بعضی افراد ممکن است باعث واکنش‌های آلرژیک شود.

## تقسیم‌بندی از نظر تولید پشم و مصرف الیاف پشم
با توجه به پشمی که گوسفندان تولید می‌نمایند، می‌توان نژادهای گوسفند دنیا را به پنج گروه کلی تفکیک نمود.

### گوسفندان پشم ظریف
این نوع گوسفندان عمدتاً به عنوان گوسفندان مرتع نامیده می‌شوند و به منظور تولید پشم پرورش می‌یابند. گوسفندان پشم ظریف اساساً از نژاد مرینوس و آمیخته‌های آن هستند که از اسپانیا به سایر نقاط دنیا منتقل گردیده است. نام‌های اطلاق شده به این نژاد در رابطه با کشورهای پرورش دهنده آن می‌باشد، مانند رامبویه یا مرینوس فرانسوی، مرینوس آمریکایی و مقدار تولید پشم در آن‌ها بالاتر از ۱۰ پوند (۴ کیلوگرم) می‌باشد و مقدار عرق و چربی آن بالاست و بعد از شستن، ۷۰–۴۰ درصد کاهش وزن دارد (ماروس برگر، ۱۹۵۴و عزت پور، ۱۳۸۱). قطر الیاف کم و بین ۲۴–۱۷ میکرون متفاوت است (سعادت نوری، ۱۳۷۵). طول دسته‌الیاف آن‌ها ۲–۴ اینچ (۵ تا ۱۰ سانتی‌متر) می‌باشد و معمولاً به لحاظ ظرافت در درجه S۶۰ یا بالاتر درجه‌بندی می‌شوند. در تولید پارچه‌های ظریف فاستونی، کشباف، زیرپوش ظریف و انواع پوشش‌های لطیف به دلیل نرمی، ظرافت، مقاومت و الاستیسیته کافی و قدرت ریسندگی بالا برای نمدی شدن بکار می‌رود (صالحی، ۱۳۸۴). از نظر قطر و مدولاسیون کاملاً یکدست هستند (سعادت نوری، ۱۳۷۵).

### گوسفندان پشم متوسط
این نژادها در اصل در انگلستان پرورش داده شده و گاهی آن‌ها را جزو نژادهای گوشتی طبقه‌بندی می‌نمایند. این گروه دارای رشد سریع و جثة قوی هستند (عزت‌پور، ۱۳۸۱) و از نظر کیفیت پشم، پشم این گوسفندان از نظر درخشندگی روشن‌تر از مرینوس بوده و بازدهی آن‌ها بعد از شستشو بیشتر از مرینوس است. از نظر ظرافت معمولاً در درجه s62 – s۵۲ و طول ۲–۵ اینچ (۵ تا ۵/۱۲ سانتی‌متر) قرار می‌گیرند و در تهیه منسوجات کشباف و کامو و پارچه‌های زنانه و مردانه و پتو بکار می‌روند. (وود، ۲۰۰۳). از جمله این نژادها می‌توان به نژادهای سافک، دورست و وسات‌داون اشاره کرد (عزت‌پور، ۱۳۸۱).

### گوسفندان پشم آمیخته
از نظر ظرافت در حد پشم‌های متوسط ولی بلندتر هستند و مقدار تولید پشم در این گوسفندان بیشتر از نژادهای پشم متوسط یا نژادهای داون است و میزان ضایعات حاصل از عمل آوری ریسندگی، کمتر از نژادهای پشم متوسط است و به دلیل داشتن رنگ خوب و درخشندگی در تهیه جوراب، کشباف، پارچه‌های پشمی، فاستونی و نمدهای با ظرافت متوسط بکار می‌روند.
نژادهای این گروه عمدتاً دومنظوره هستند و مقدار تولید آن‌ها چه از نظر مقدار پشم و چه از نظر مقدار گوشت در حد مطلوبی قرار دارند. علاوه بر خصوصیات ذکر شده در بالا، سازگاری خوب آن‌ها نسبت به شرایط مزرعه‌ای باعث شده که این نژادها در سراسر دنیا مورد استقبال قرار گیرند. از این گروه می‌توان به نژادهایی مانند کاردیال، تارگی و پل‌ورث اشاره نمود (عزت پور، ۱۳۸۱).

### گوسفندان پشم بلند
این نوع گوسفندان عمدتاً برای تولید گوشت پرورش یافته و از نظر جثه بزرگ‌ترین نژاد گوسفندان دنیا شناخته می‌شوند. ظرافت پشم این گوسفندان بسته به درخشان یا نیمه درخشان بودن متفاوت هستند در حالت نیمه درخشان ظرافت آن تا حدی کمتر از گوسفندان پشم متوسط و حدود s50 – s۴۴ و طول تارها ۶ تا ۹ اینچ است و در پشم‌های درخشنده ظرافت آن‌ها بین s44 – s۳۶ و طول تار بلند ۸ تا ۱۵ اینچ (۲۰ تا ۳۷ سانتی‌متر) هستند.
در نوع اول الیاف آن‌ها برای تهیه پارچه‌های پشمی، اورکت، پتو، نمد و سایر بافته‌های پشمی بکار می‌رود و نوع الیاف درخشنده و در تهیه قیطان‌های پشمی، آستری، پارچه‌های براق و نمد بکار می‌رود. از جمله آن‌ها می‌توان نژادهای رامنی، لینکلن و لیسیستر و بردرلیسیستر را نام برد که به‌طور عمده در انگلستان و تحت شرایط مرطوب، سرد و پرعلوفه پرورش می‌یابند (سعادت نوری، ۱۳۷۵و عزت پور، ۱۳۸۱).

### گوسفندان پشم ضخیم یا پشم قالی
این نوع گوسفندان دارای پشمی می‌باشند که در صنعت قالیبافی از کاربرد مطلوبی برخوردار است بدین جهت به آن‌ها گوسفندان با پشم مخصوص قالی نیز گفته می‌شود. ظرافت الیاف پشم آن‌ها بین ۳۵ الی ۵۰ میکرون و طول آن تا ۳۸۰ میلی‌متر می‌باشد. برخلاف تولیدات متداول نساجی که نیاز به پشم ظریف دارد تا بتوانند از آن پارچه‌های لطیف تولید نمایند، صنعت قالیبافی نیاز به پشم‌های خاص دارد که از مشخصات پشم موردنظر برای پارچه بافی برخوردار نیست و از آن نمی‌توان پارچه و منسوجات مرغوب و لطیف تهیه کرد. در کشورهای ایران، چین، پاکستان، افغانستان، ترکیه، رومانی، بلغارستان، روسیه، هندوستان و الجزایر پشم گوسفندان از نوع ضخیم می‌باشد و اگرچه مصرف چندانی برای بافت پارچه ندارند ولی مناسب‌ترین ماده اولیه برای بافت قالی محسوب می‌شوند. سفره پشم این گوسفندان شامل اختلاطی از الیاف پشم حقیقی، هتروتیپ، مو و کمپ می‌باشد (ماروس برگر، ۱۹۵۴).
خصوصیات پشم در این نژادها کاملاً متنوع است و قطر و طول تار پشم در آن‌ها به ترتیب ۷۰ میکرون و ۳۰ سانتی‌متر هم ممکن است برسد. پشم این نژادها گذشته از تفاوتی که از نظر طول و قطر با یکدیگر دارند، از لحاظ جعد و استحکام نیز متفاوت هستند در واقع این صفت به علت شرایط جغرافیایی، تغییرات آب و هوایی، نوع علوفه، آمیختگی نژادی و حتی فقر غذایی پدید آمده و از جمله خواص ارثی این گوسفندان به حساب می‌آید (عزت پور، ۱۳۸۱).
از الیاف پشم قالی در تهیه پارچه‌های پشمی ضخیم، اورکت، کفپوش‌ها (قالی و قالیچه) و پرده‌های زبر استفاده می‌شود و بر اساس نوع چین (اول و دوم) یا رنگ (سفید، کرم، خاکستری و تیره) و نیز پشم دباغی تقسیم‌بندی می‌شوند.

## تولید

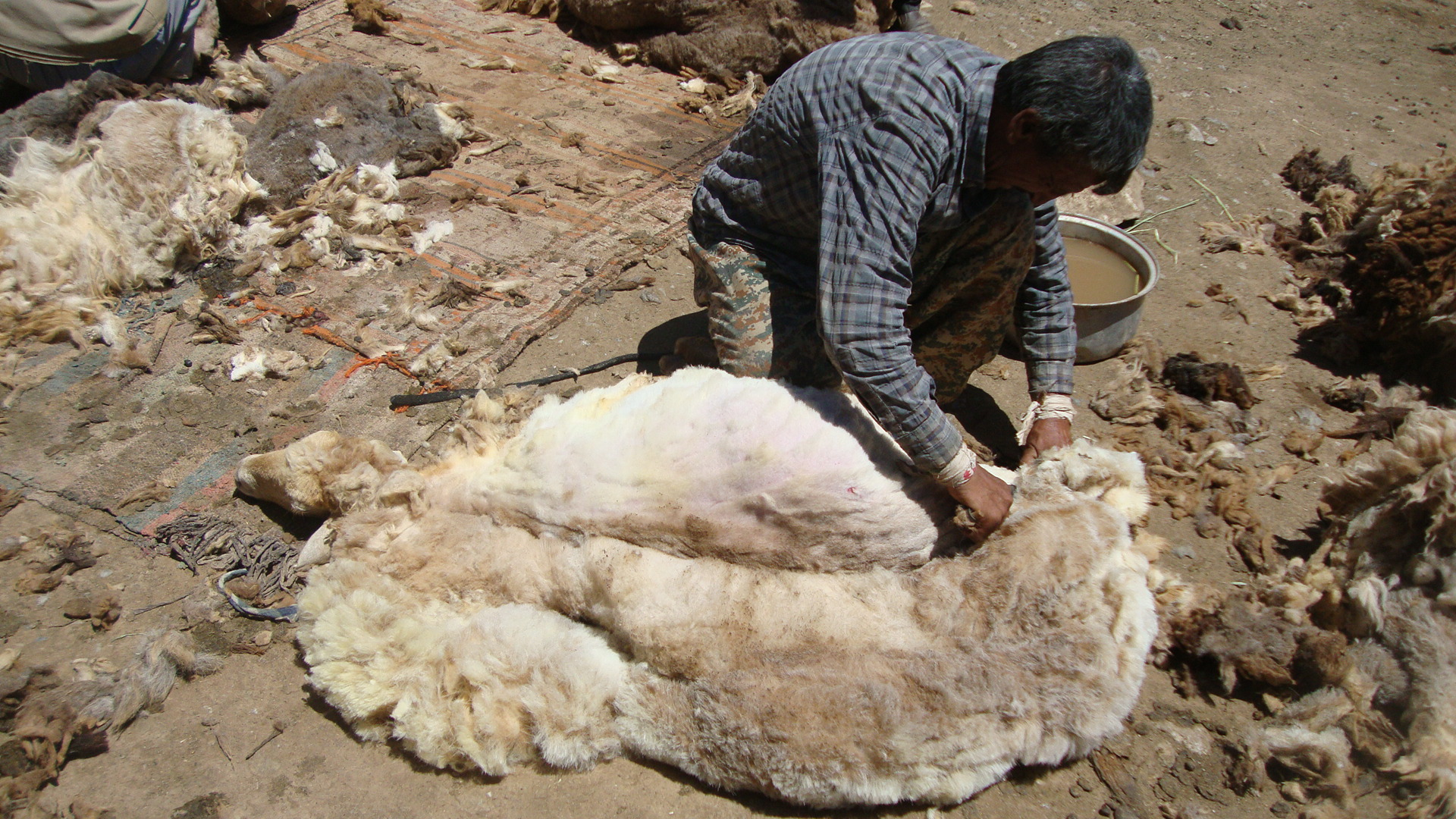
روش پشم گرفتن گوسفند با قیچی در روستای زالی

تولید جهانی پشم در حدود ۲ میلیون تن در سال است که حدود ۶۰ درصد از آن در تولید پوشاک مصرف می‌شود. پشم حدود ۳٪ از بازارهای جهانی نساجی را تشکیل می‌دهد، اما ارزش آن به دلیل رنگ آمیزی و سایر اصلاحات مواد بالاتر است. استرالیا تولیدکننده عمده پشم جهان است که بیشتر از گوسفندان مرینو ساخته می‌شود اما از نظر وزن کلی توسط چین در حال گرفتار شدن است. نیوزیلند (۲۰۱۶) سومین تولیدکننده بزرگ پشم و بزرگ‌ترین تولیدکننده پشم پیوندی است. نژادهایی مانند لینکلن، رامنی، دریز دیل و الیوت دیل الیاف خشن تری تولید می‌کنند و از پشم این گوسفندان معمولاً برای ساخت فرش استفاده می‌شود.
| رتبه | کشور                | سهم از کل |
| ---- | ------------------- | --------- |
| ۱    | استرالیا            | ۲۵٪       |
| ۲    | چین                 | ۱۸٪       |
| ۳    | ایالات متحده آمریکا | ۱۷٪       |
| ۴    | نیوزیلند            | ۱۱٪       |
| ۵    | آرژانتین            | ۳٪        |
| ۶    | ترکیه               | ۲٪        |
| ۷    | ایران               | ۲٪        |
| ۸    | بریتانیا            | ۲٪        |
| ۹    | هند                 | ۲٪        |
| ۱۰   | سودان               | ۲٪        |
| ۱۱   | آفریقای جنوبی       | ۱٪        |

## ویژگی‌های پشم مصرفی در قالیبافی

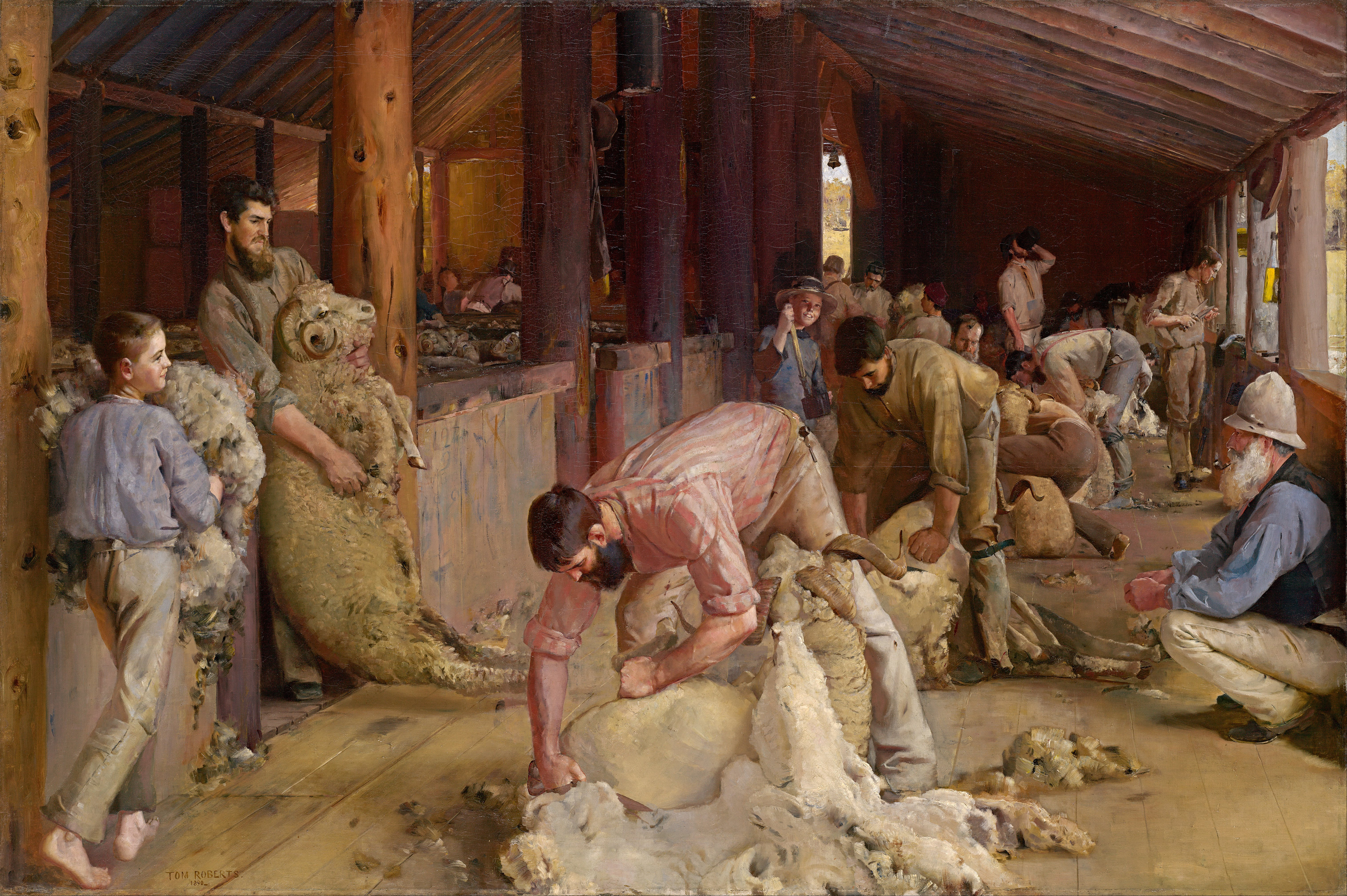
پشم‌چینی رمه‌ها اثر تام رابرتز

اگرچه پشم در محدوده وسیعی از نظر مصرف قرار می‌گیرد ولی ویژگی‌های خاصی در همه موارد مصرف مورد توجه است از جمله ظرافت، طول، قابلیت ارتجاعی، راندمان، جعد، درخشندگی و رنگ.
بهترین نوع پشم ظریف به وسیله گوسفندان مرینوس که دارای ظرافت ۹/۲۴ تا ۵/۲۳ میکرون و بالاتر می‌باشند تولید می‌گردد. پشم‌های باظرافت متوسط (۴/۲۶–۲۵ میکرون) و پایین‌تر (۳۶–۲۵ میکرون) معمولاً به وسیله آمیخته‌های مرینوس با گوسفندان گوشتی یا بعضی از نژادهای انگلیسی تولید می‌گردند. پشم قالی دارای قطر بین ۳/۳۴–۷/۲۳ میکرون بوده، توسط گوسفندان غیر اصلاح شده بومی تولید می‌شود. معمولاً الیاف بلند و نازک پشمی که قطر آن‌ها در طول یکسان باشند از بهترین نوع پشم شمرده می‌شود. پشم نقاط مختلف بدن گوسفندان از نظر قطر و بلندی الیاف متفاوت می‌باشد و معمولاً در چیدن و دسته‌بندی پشم مخصوصاً برای تهیه خامه قالی باید توجه داشت تا پشم‌های نقاط مختلف با هم مخلوط نگردد.
جنس خامه که به عنوان گره قالی به کار می‌رود باید از پشم خالص و نو باشد و از کاربرد پشم دباغی و پشم کهنه و الیاف مصنوعی یا سایر الیاف نامرغوب در آن خودداری شود.
میانگین طول الیاف برای نمره‌های مختلف باید حداقل ۵ سانتیمتر باشد و مقدار الیاف کوتاه‌تر از ۵ سانتیمتر در آن نباید از ۵ درصد تجاوز نماید. قطر الیاف باید حداقل ۲۰ میکرون باشد، همچنین ثبات رنگ در برابر شستشو حداقل ۴–۳ و در برابر حلال‌های آلی نیز حداقل ۴–۳ و در برابر مالش حداقل ۴ باشد. چربی و روغن الیاف پشم نباید بیش از ۵/۱ درصد و مواد ناخالص گیاهی حداکثر یک درصد باشد.